# 新生事件
“新生事件”是指1935年上海《新生》周刊发表艾寒松化名“易水”所写《闲话皇帝》一文，由于其中一段文字涉及日本天皇有所谓“不敬之辞”，而引起的中日外交纠纷、中国国民党当局对《新生》周刊相关人员的惩处事件。

## 经过
1934年2月10日，杜重远在上海创办《新生》周刊。1935年5月4日，《新生》周刊第2卷第15期刊载《闲话皇帝》一文（艾寒松化名“易水”所写），原文如下：
闲话皇帝

易水
皇帝这一古老官制，至今有些国家仍保存着，像现在，英国有皇帝，意大利有皇帝，日本有皇帝，南斯拉夫有皇帝，暹罗也有皇帝。这种过时代的古董，各国为什么仍要保存它，不把它送进博物院去呢？这自然是有它存在的道理的。现在的皇帝可是大不同于从前的皇帝了。从前的皇帝，能干点的，真是一日万机，忙得个不得了，权威当然也是高于一切。“君要臣死，不得不死”。就是糊涂一点的皇帝，三天两天的朝是要坐的，大大小小的事情还要问他一下，方才敢做。现在的皇帝呢？他们差不多都是有名无实的了，这就是说，他们拥有皇帝的名儿，却没有皇帝的实权。就我们所知道，日本的天皇，是一个生物学家，对于做皇帝，因为世袭的关系，他不得不做，一切的事，虽也奉天皇的名义而行，其实早做不得主。接见外宾的时候，用得着天皇，阅兵的时候，用得着天皇，举行什么大典的时候，用得着天皇；此外，天皇便被人民忘记了，日本的军部、资产阶级，是日本的真正统治者。
上面已经说过，现在日本的天皇，是一位喜欢研究生物学的，假使他不做着皇帝，常有许许多多不干的事来寻着他，他的生物学上的成就，也许比现在还要多些，据说他已在生物学上发明了很多东西。在学术上这是一个很大的损失。然而目下的日本，却是舍不得丢掉天皇的这一个古董。自然，对于现阶段的日本的统治上，是有很大的帮助的。这就是企图用天皇来缓和一切内部各阶层的冲突，和掩饰一部分人的罪恶。意大利与大英帝国内的皇帝所尽的作用也是这样。在意大利，平日我们只知道墨索里尼是意大利的独裁者，意大利皇帝的消息，报上是不大看见的。大英帝国呢，除了去年英国皇子结婚，轰动热闹了一下，使我们知道英国还有皇帝，平常日子，皇帝只好深居宫中，有时候看看戏打打猎罢了。名义上，他是印度的皇帝，加拿大的皇帝，澳洲的皇帝及英伦三岛的皇帝，总称为大不列颠联合王国的皇帝，这是多么尊荣的一个名称啊！但英国人却老实不客气地把他们的皇帝当作一种高贵的装饰品，也许还有一点保存古董的意思，并不像日本那样将天皇捧得神圣不可侵犯。不过事实上其为现代真正统治者傀儡则一。所以我们称现在各国的皇帝叫做傀儡皇帝，倒是名副其实。

在现今的皇帝中，最可怜的，恐怕要数到伪满洲国的伪皇帝溥仪了。现在的皇帝，本就等于傀儡，而溥仪更是傀儡的傀儡，自然愈加感到做皇帝的悲哀，如同所有的末路皇帝一样了吧。
此文刊后的第二天，上海的日文报纸马上声称《新生》侮辱天皇。
6月下旬，日本驻上海总领事石射猪太郎到上海市政府面见上海市市长吴铁城，递交了一件照会，内附有《新生》周刊一本。石射猪太郎称：
《新生》周刊所载《闲话皇帝》一文，对日本天皇大不敬，引起日本臣民和旅沪日侨极大愤怒，事态严重，希望中国政府对此案立即审慎处理。为此提出六点要求：
- 一、立即禁止该刊发行并严禁转载
- 二、惩办该刊负责人及文作者
- 三、惩办负责审查人员
- 四、中宣会及沪市府书面道歉
- 五、保障不再发生同样事件
- 六、保留提出其他要求

吴铁城全部答应了日本方面的要求，并表示会在短时间内将此案办结。
石射猪太郎离开后，吴铁城当即找来上海市公安局局长文鸿恩，通报了石射猪太郎来上海市政府交涉的情况，限令文鸿恩在24小时内将生活书店及上海市内所存的该期《新生》周刊全部没收封存。吴铁城命令图书报刊审查委员会（简称“图审会”）查明该文发表缘由，又通知南京的中国国民党中央宣传委员会（简称“中宣委”）主任秘书方治连夜赶来上海，以共同商讨如何为政府及图审会、中宣委开脱责任。吴铁城、文鸿恩、方治经过商量，决定抛出没有政治后台的《新生》周刊负责人杜重远顶责。鉴于杜重远性格耿直，文鸿恩献计用软硬两手对付杜重远，软的一手即威胁利诱，硬的一手即绑架暗杀。吴铁城、方治对此表示同意，责成文鸿恩办理。
此后，文鸿恩两次找杜重远交涉，杜重远均未就范。杜重远指出，《闲话皇帝》一文是他到外地出差期间刊登，受他委托代理编辑工作的人员在阅读和编辑该文后，也都按照程序将该文送图审会、中宣委审查，获加盖“审查讫”图章，何况该期《新生》已经被没收封存，政府不应该屈从日本方面的无理要求，让自己出面顶责。文鸿恩见软的一手没有奏效，便向吴铁城提出使用硬的一手。吴铁城虑及上海舆论及民众对市政府屈从日方无理要求已经十分不满，故不愿令事态火上浇油，遂决定暂停使用硬的一手，要求对杜重远以攻心为宜。
此时，石射猪太郎几次三番催上海市政府尽快处理此案，并且纵容在上海的日本浪人屡次到图审会和上海市政府寻衅滋事。日本国内“惩办支那”的声音甚嚣尘上。吴铁城遂派上海市政府秘书长以市政府的名义找杜重远进行商谈，劝杜重远以党国和政府为重，体谅时局艰难，自己出面顶责，使政府、图审会、中宣会不受牵连，并且告诉杜重远，只要和政府对日本方面保持一致，即便最后被法院判处刑罚，也可以免予执行。杜重远这才同意自己出面顶责。因《新生》周刊社位于上海法租界，根据司法管辖权，该案移送江苏省高等法院第二分院审理。
7月9日上午，江苏省高等法院第二分院开庭审理此案。庭上，检察官指控称：
《闲话皇帝》一文，对各友邦元首均有论及，而于日本天皇所述尤多，且有诽谤之言论。该文作者易水屡传无着，应由该刊发行人兼编辑负其全责。要求法院依新刑法有关条款从重处断。
杜重远辩称：
我一向在东北办实业，东北沦陷后来沪就任生活书店主办的《新生》周刊发行人兼编辑。本年4月初，我离沪赴江西办实业月余，编辑事务委托同仁办理。该文稿因编务忙乱中疏漏，未送审就发排付印刊载了，作为周刊负责人，我应负失察之责。至于作者因不受稿酬，无处可查。
法院略经辩论，即宣判如下：
杜重远共同散布文字诽谤，犯共同诽谤罪，判处有期徒刑一年二月。《新生》周刊二卷第十五期没收。本判决即刻生效，不准上诉。
宣判后，杜重远当即被法警押入狱中服刑。
7月10日，南京《金陵晨报》对此报道称，
……法官宣判之后，法院内外民众震怒，高呼“反对强权”、“反对无理判决”、“为无辜受害者申冤”等口号，并散发大量抗议传单。许多民众指责政府对日怯懦、无能，让无辜者蒙冤，要市长吴铁城下台。局面极为紧张紊乱。直到官府再次增派大批军警前去驱赶民众，事态方渐平息。
杜重远被判处有期徒刑入狱后，并未获免予执行。政府方面对杜重远的“免予执行”承诺成为一纸空文。除了杜重远被判刑入狱外，还有7名审查官也因为此事受到牵连，而被革职。

## 影响
“新生事件”的判决结果在广大民众间引起了很大的争议，围绕着“新生事件”。
7月9日法庭宣判后，庭上听众发出一片嘘声，认为这是一个非常无理的判决，听众们用这样的方式来表达对判决结果的强烈不满。他们高声呼喊“要民主,要自由”、“爱国无罪”、“坚持正义,反对强权”、“维持法律尊严”等口号。还掏出身边的铜元掷向法官及日本记者,表示强烈的抗议,并且在场内散发“拥护反帝抗日的新生周刊”的传单。根据《申报》7 月 10 日刊登的新闻报道，宣判词刚读完，“旁听席上之人起立呼号，并发现传单，经法警及探捕极力制止良久，始将该项人等驱散。”这一案件反映出来的是蒋介石政府容忍日本帝国主义干涉中国的内政和司法，就是这一点引起了不满。民众自发组织了“新生事件后援会”，上海各界救援会和北平的“一二九运动”或多或少也因为这件事情的影响而组织起来。这种对时局的不满和抗日怒潮就这样由上海到全国燃烧起来。
国内外的许多媒体也对此事进行了报道，更加剧了这种情绪。《大美晚报》发表《〈新生〉停刊感言》说，《新生》停刊，“是一个很可悲的消息。”《新生》是个“很严肃的，很纯正的，通俗的刊物，它的停刊，使无数读者失去一个良友”。同时指出：“《新生》每期都有杜重远先生的‘老实话’，这可说是它的代表言论。这些短论的最大特点，是反帝抗日，差不多大部分文章都是揭露帝国主义的阴谋和它的暴行，激起大众的抗日情绪，而且很正确地指出抗日的道路……所以，《新生》的停刊，完全是受了外力的胁迫。”《国闻周报》也发表简评说，轩然大波的《新生》周刊事件，“为了一篇不大相干的文章，牺牲了一份活泼跳跃的刊物……真是太不值得。”“杜重远氏冤哉枉也要捱受一年零两个月的囹圄生活，这真是不幸之至。但是反过来看……叫天下人都为之同情，这不岂非幸运之至？然则杜重远的牺牲，并不是毫无意义”。
其次，“新生事件”的发生以及后来舆论抨击为新闻出版业也暂时争取了一丝自由，在“新生事件”后，国民党宣传部害怕再爆发相似的案件，取消了图书杂志审查委员会上海办事处，实际停止了《修正图书杂志审查办法》，印前检查制度暂时被打破，为抗日宣传赢得曙光。
曾被国民党迫害而流亡海外的著名报人邹韬奋在美国知道了这个消息后,取消了已经在规划之中的日本之行,立即启程回国。“我于一九三五年五六月在美国旅行到芝加哥时，突然在芝加哥最著名的《论坛报》上看到长电，详载‘新生事件’的发生及杜先生含冤人狱的情形，……恨不能立生双翼飞至狱中抱着杜先生向他极力安慰一番。”1935年11月16日,邹韬奋创办了《大众生活》月刊,继续战斗在抗日宣传的第一线。
更重要的是，“新生事件”推动了抗日救亡运动，对整个抗日战争的局势也产生了影响。杜重远出生于吉林，是东北著名人士，他被捕入狱的消息在东北军中传开，引起了巨大的反响。杜重远当时被关押在上海最大的监狱漕河泾监狱里，由于国民党政府对杜重远的案子做贼心虚，加上监狱主管蔡劲军是他的故友，所以杜重远在监狱中收到了特殊的照顾，国民党特务分子很难察觉和监视。东北军上层的军官借由来上海、南京开会等缘故常来监狱探望杜重远，张学良原来的秘书高崇民也来看望过他，并且带着杜重远的亲笔信去见过张学良与杨虎城。最终“西安事件”的爆发，可以说上海的杜重远也起到了一定的作用。